# Alören, Esbo
Alören, finska: Leppäluoto, är en ö i Finland.> Den ligger i Finska viken och i kommunerna Esbo och Helsingfors i landskapet Nyland, i den södra delen av landet.
Öns area är 0,7 hektar och dess största längd är 180 meter i nord-sydlig riktning.